# Liga Provincial de Fútbol de Tarma
La Liga Provincial de Fútbol de Tarma es un campeonato que se lleva a cabo en la provincia de Tarma y es una de las diez ligas más importantes adherida a la Liga Departamental de Fútbol de Junín en la región Junín, Perú.
El fútbol tarmeño siempre tuvo clubes que representaron a nivel regional de la liga departamental de Junín y en la etapa nacional de la Primera División de Fútbol peruano, gracias a sus clubes la provincia de Tarma está entre los primeros en poseer los títulos del campeonato juninense de fútbol. Los clubes más laureados son la Asociación Deportiva Tarma (ADT) que jugó diez temporadas en primera y el Club Sport Dos de Mayo uno de los clubes más antiguos de Tarma, con el ADT disputan el clásico de la ciudad.
En cuanto a la parte dirigencial Ricardo Huamán fue elegido como presidente de la liga provincial de fútbol de Tarma para el periodo 2021/25.

## Sistema de disputa
El campeonato de Primera División Provincial de Tarma es un campeonato que tiene ascenso y descenso. Los clubes que obtuvieron el título en sus respectivas ligas distritales suben de categoría a la primera división provincial tarmeña y el club que se encuentran en los últimos lugares de la tabla de posiciones perderá la categoría y retornará a la liga distrital de procedencia.
El sistema de juego es de todos contra todos de ida y vuelta, el campeón alzará la Copa Tarma e inmediato jugará la Liga Departamental de Fútbol de Junín en representación a la Provincia de Tarma el mismo año por jugar la Copa Perú.

## Equipos participantes
El campeonato tarmeño 2023 está conformado por diesiseis equipos, dos por cada distrito, el campeón y el subcampeón en sus respectivas ligas distritales. En la presente de 2023 seis distritos enviaron a sus dos clubes, en cambio La Unión y Palca solo enviaron a uno y Huaricolca por problemas administrativos no presento a ninguna de sus instituciones deportivas. Además, en este año el Centro Poblado de Tarmatambo a pesar de no tener la categoría de distrito envío a sus dos equipos: Artejidos FC y San Juan Mutualista para disputar la Primera División Provincial Tarmeña 2023.

### Etapa Provincial 2024
| Participantes de la etapa prov. 2024 | Participantes de la etapa prov. 2024 |
| N.º                                  | Club                                 |
| ------------------------------------ | ------------------------------------ |
| 1                                    | Sport Dos de Mayo                    |
| 2                                    | Los Canarios                         |
|                                      | Paucarmarca                          |
|                                      | AD Estrela                           |
|                                      | Túpac Amaru                          |
|                                      | Deportivo Mayoc                      |
|                                      | Deportivo Municipal (Hsi)            |
|                                      | Universitario (SPC)                  |
|                                      | San Cristobal                        |
|                                      | Deportivo Llanco                     |
|                                      | Sporting Cristal (T)                 |
|                                      | AD Cauquiran                         |
|                                      | Muruhuay                             |
|                                      | AM San Juan                          |
|                                      | Sport Condezo                        |
|                                      | Casacoto                             |

### Etapa Provincial 2023
| Clubes de etapa prov de Tarma 2023 | Clubes de etapa prov de Tarma 2023 | Clubes de etapa prov de Tarma 2023 |
| N.º                                | Distrito                           | Club                               |
| ---------------------------------- | ---------------------------------- | ---------------------------------- |
| 1                                  | Tarma                              | Sport Dos de Mayo                  |
| 1                                  | Tarma                              | Deportivo Los Canarios             |
| 2                                  | Acobamba                           | Águilas de Yanama                  |
| 2                                  | Acobamba                           | F.B.C. Estrella                    |
| 3                                  | Huaricolca                         | -                                  |
| 6                                  | Huasahuasi                         | Alianza Malambo                    |
| 6                                  | Huasahuasi                         | Deportivo Llanco                   |
| 5                                  | La Unión                           | Deportivo Mayoc                    |
| 6                                  | Palca                              | U. Yaroca                          |
| 7                                  | Palcamayo                          | Condor de Ricrán                   |
| 7                                  | Palcamayo                          | A.D. Cauquiran                     |
| 8                                  | San Pedro de Cajas                 | A.D. Tinoco                        |
| 8                                  | San Pedro de Cajas                 | Artejidos F.C                      |
| 9                                  | Tapo                               | Alianza Queta                      |
| 9                                  | Tapo                               | Porvenir Miraflores                |
| 10                                 | Tarmatambo                         | San Juan Mutualista                |
| 10                                 | Tarmatambo                         | A.D. Túpac Amaru                   |

### Equipos de la etapa Provincial 2022
- Sport Dos de Mayo
- Estrella FC
- Cetro Juvenil San Juan
- AD Cauquiran
- SD Alianza Cajas
- Tarmatambo FC
- Porvenir Miraflores
- Asoc. Mutualista San Juan
- Esperanza Yanama
- Sporting Cristal (SPC)
- Los Canarios
- Municipal Yanapuquio

### Equipos de la etapa Distrital Tarma 2023
- Club Sport Dos de Mayo
- Iglesia Deportiva
- Fucec
- Deportivo Los Canarios
- Unión Carhuacátac
- San José de Cayash

## Ligas

### Liga Distrital deAcobamba
| Participantes Primera División distrital 2016                                    | Participantes Primera División distrital 2016                      | Participantes Primera División distrital 2016              |
| -------------------------------------------------------------------------------- | ------------------------------------------------------------------ | ---------------------------------------------------------- |
| - Águilas de Yanama. - Alianza Collpa. - Juventud Cochayoc. - Unión Carhuacátac. | - Echa Muni (T). - San Antonio. - Sport Ruraymarca. - FC Muruhuay. | - Esperanza Yanama. - Deportivo Ingenio. - F.B.C. Estrella |

### Liga Distrital deHuasahuasi
| Participantes de primera división distrital de Huasahuasi | Participantes de primera división distrital de Huasahuasi   | Participantes de primera división distrital de Huasahuasi |
| --------------------------------------------------------- | ----------------------------------------------------------- | --------------------------------------------------------- |
| - Deportivo Punray - Deportivo Pongo - Cristal Punray     | - Alianza Malambo - Unión Llanco - Dep. Municipal SJL (Hsi) | - Lucero Chiras - Sport San Juan (Hsi) - Bayer Llanco     |

### Liga Distrital deLa Unión
| Instituciones deportivas de La Unión |
| ------------------------------------ |
| - Deportivo Mayoc                    |

### Liga Distrital dePalca
| Equipos deportivos de Palca |
| --------------------------- |
| - Yaroca                    |

### Liga Distrital dePalcamayo
| Principales clubes de Palcamayo     |
| ----------------------------------- |
| - Cóndor de Rocrán - A.D. Cauquiran |

### Liga Distrital deSan Pedro de Cajas
| Clubes de San Pedro de Cajas   |
| ------------------------------ |
| - Artejidos F.C. - A.D. Tinoco |

### Liga Distrital deTapo
| Clubes deportivos deTapo              |
| ------------------------------------- |
| - Alianza Queta - Porvenir Miraflores |

### Liga Distrital deTarma
| Participantes Primera División distrital 2018        | Participantes Primera División distrital 2018 | Participantes Primera División distrital 2018                           |
| ---------------------------------------------------- | --------------------------------------------- | ----------------------------------------------------------------------- |
| - Colegio San Ramón. - San José de Cayash. - CNI 32. | - ADT. - San Cristóbal. - Universitario.      | - Sport Dos de Mayo. - San Paulo Vicentino. - Iglesia Deportiva - Fucec |
Equipos participantes de Primera División distrital de años anteriores:
| - Manantial FC. | - Vicentina. | - Academia Marlon Maza. |

### Liga Distrital de Tarmatambo[5]
| Principales clubes de Tarmatambo                    |
| --------------------------------------------------- |
| - Túpac Amaru - San Juan Mutualista - Tarmatambo FC |

## Historial
| 1969 | ADT                        |                            |                         |
| 1970 | ADT                        |                            |                         |
| 1971 | ADT                        |                            |                         |
| 1972 | ADT                        |                            |                         |
| 1973 | ADT                        |                            |                         |
| 1974 |                            |                            |                         |
| 1975 | ADT                        |                            |                         |
| 2000 |                            |                            |                         |
| 2001 |                            |                            |                         |
| 2002 | Sport Dos de Mayo          |                            |                         |
| 2003 | Sport Dos de Mayo          |                            |                         |
| 2004 |                            |                            |                         |
| 2005 |                            |                            |                         |
| 2006 |                            |                            |                         |
| 2007 | ADT                        | Sport Dos de Mayo          |                         |
| 2008 | Sport Dos de Mayo          | Unión Juventud Carhuacatac |                         |
| 2009 | Unión Juventud Carhuacatac | ADT                        |                         |
| 2010 | Sport Dos de Mayo          | ADT                        | 16                      |
| 2011 | Unión Juventud Carhuacatac | Independiente de Palcamayo | 16                      |
| 2012 | Cultural Vicentina         | Sao Paulo Vicentino        | 16                      |
| 2013 | Unión Juventud Carhuacatac | Sport Dos de Mayo          | 15                      |
| 2014 | ADT                        | Sport Unión Leticia        | 16                      |
| 2015 | ADT                        | Sport Dos de Mayo          | 16                      |
| 2016 | Sport Dos de Mayo          | ADT                        | 18                      |
| 2017 | ADT                        | Sport San Cristóbal        | 12                      |
| 2018 | ADT                        | Sport Dos de Mayo          | 12                      |
| 2019 | ADT                        | Sport San Cristóbal        | 11                      |
| 2020 | Suspendido por Covid 19    | Suspendido por Covid 19    | Suspendido por Covid 19 |
| 2021 | Suspendido por Covid 19    | Suspendido por Covid 19    | Suspendido por Covid 19 |
| 2022 | Estrella                   | Porvenir Miraflores        | 12                      |
| 2023 | Sport Dos de Mayo          | Deportivo Llanco           | 16                      |
| 2024 | Muruhuay                   | Sport Dos de Mayo          | 16                      |
| 2025 | Muruhuay                   | Fam. Estrella              |                         |

### Etapa Distrital
| Historial de campeones de la etapa distrital | Historial de campeones de la etapa distrital | Historial de campeones de la etapa distrital | Historial de campeones de la etapa distrital |
| Año                                          | Campeón                                      | Subcampeón                                   | N° de equipos                                |
| -------------------------------------------- | -------------------------------------------- | -------------------------------------------- | -------------------------------------------- |
| 2002                                         | Sport Dos de Mayo                            |                                              |                                              |
| 2003                                         |                                              |                                              |                                              |
| 2004                                         |                                              |                                              |                                              |
| 2005                                         |                                              |                                              |                                              |
| 2006                                         |                                              |                                              |                                              |
| 2007                                         |                                              |                                              |                                              |
| 2008                                         |                                              |                                              |                                              |
| 2009                                         | ADT                                          |                                              |                                              |
| 2010                                         | Sport Dos de Mayo                            | ADT                                          |                                              |
| 2011                                         | P. Vicentino                                 |                                              |                                              |
| 2012                                         | P. Vicentino                                 |                                              |                                              |
| 2013                                         | ADT                                          | Sport Dos de Mayo                            |                                              |
| 2014                                         | ADT                                          |                                              |                                              |
| 2015                                         | ADT                                          | Sport Dos de Mayo                            |                                              |
| 2016                                         | ADT                                          | Sport Dos de Mayo                            |                                              |
| 2017                                         | ADT                                          |                                              |                                              |
| 2018                                         | ADT                                          | Sport Dos de Mayo                            |                                              |
| 2019                                         | ADT                                          |                                              |                                              |
| 2020                                         | Suspendido por COVID-19                      | Suspendido por COVID-19                      | Suspendido por COVID-19                      |
| 2021                                         | Suspendido por COVID-19                      | Suspendido por COVID-19                      | Suspendido por COVID-19                      |
| 2022                                         | Sport Dos de Mayo                            | Deporivos Los Canarios                       | 6                                            |
| 2023                                         | Sport Dos de Mayo                            | Deportivo Los Canarios                       | 6                                            |
| 2024                                         | Sport Dos de Mayo                            | Deportivo Los Canarios                       | 8                                            |
| 2025                                         |                                              |                                              |                                              |